# Bertha van Heukelom
Bertha van Heukelom även känd som Bertrada IJsselstein och som ogift Beerten, död 25 februari 1322, legendarisk hjältinna i försvaret av IJsselstein slott 1296. Dotter till Otto I van Arkel av Heukelom (1254-1283), och en medlem av släkten Heuser. Gift runt 1280 med Gijsbrecht van IJsselstein (död 1344).  
Berthas berömmelse är baserad på en berättelse från Rhyme Chronicle av Melis Stoke, skriven omkring 1305. Området kring IJsselstein var under 1200-talet föremål för en pågående maktkamp mellan grevarna av Holland och biskoparna av Utrecht. IJsselstein stödde år 1296 greve Johan I av Holland: han fängslades i Culemborg, och hans borg belägrades av Hubrecht van Vianen av Culemborg. Bertha skötte då försvaret av borgen. Hennes försvar av borgen har skildrats i litteraturen sedan medeltiden. 